# Liste der Monuments historiques in Hallennes-lez-Haubourdin
Die Liste der Monuments historiques in Hallennes-lez-Haubourdin führt die Monuments historiques in der französischen Gemeinde Hallennes-lez-Haubourdin auf.

## Liste der Bauwerke
| Bezeichnung                     | Beschreibung | Standort                   | Kennzeichnung | Schutzstatus | Datum | Bild |
| ------------------------------- | ------------ | -------------------------- | ------------- | ------------ | ----- | ---- |
| Herrenhaus                      |              | 85, rue Gambetta (Lage)    | PA00107543    | Inscrit      | 1975  |      |
| Glockenturm der Kirche St-Vaast |              | Rue Gambetta (Lage)        | PA00107541    | Inscrit      | 1927  |      |
| Bauernhof Fromez                |              | Allée du Gros Chêne (Lage) | PA00107542    | Inscrit      | 1984  |      |

## Liste der Objekte
- Monuments historiques (Objekte) in Hallennes-lez-Haubourdin in der Base Palissy des französischen Kultusministeriums